# Campylotes philomena
Campylotes philomena is een vlinder uit de familie van de bloeddrupjes (Zygaenidae). De wetenschappelijke naam van de soort is voor het eerst geldig gepubliceerd in 1923 door Oberthür.